# ゲーム・テレパシー
『ゲーム・テレパシー』は、1969年10月1日から1970年7月8日まで、NET系列局で放送されていたNETテレビ（現・テレビ朝日）製作のクイズ番組である。放送時間は毎週水曜 19:00 - 19:30 （日本標準時）。カラー放送。

## 概要
出場者たちが4人×2組のチームに分かれ、互いにイマジネーションを働かせて正解を競うゲームを主軸にしていた。たとえば「中年の紳士がばったり20年前の知人と会い、飲み明かした。さてこの知人と中年紳士の関係は？」の問題に対しては、各人が「戦友」「学友」「仲人」などとカード（フリップ）に書き込んだ。そしてチーム内に同じ解答がいくつあるのかで得点を決めていた。司会は山崎唯が、アシスタントはコント・ラッキー7のポール牧と関武志が務めていた。
番組の放送期間中、タカラ（現・タカラトミー）から本番組をイメージしたボードゲーム『アメリカンゲーム テレパシー』が発売された。
この番組以後、テレビ朝日系列の水曜19時台前半枠はローカルセールス枠になっており、この時間帯にテレビ朝日が放送する30分番組は地方局では放送時間が異なっている場合がある。